# Eyre Developmental Road
Die Eyre Developmental Road ist eine Straße im Südosten des australischen Bundesstaates Queensland. Die Straße ist 383 Kilometer lang und verbindet Birdsville mit Cluny am Eyre Creek. Dabei führt sie an der Ostgrenze der Simpsonwüste entlang.

## Verlauf
In Birdsville bildet die Eyre Developmental Road die nördliche Fortsetzung des Birdsville Track (D83). Wie dieser ist sie unbefestigt und führt direkt nach Norden, vorbei an den Ruinen von Cacoory und über Glengyle nach Cluny, wo sie auf die Diamantina Developmental Road trifft. Auf dieser Strecke quert die Straße am  Lake Machattie den Eyre Creek, von dem ihr Name abgeleitet ist. Da sie in diesem Bereich bei starken Regenfällen überflutet ist, gibt es eine Ausweichstrecke östlich des Salzsees, die auf die Diamantina Developmental Road und somit nach Cluny führt. Tankmöglichkeiten gibt es auf dieser Straße nicht.